# バルバラ (歌手)
バルバラ（Barbara, 1930年6月9日 - 1997年11月24日）は、フランスのシャンソン歌手、作詞家、作曲家。本名、モニック・アンドレ・セール(Monique Andrée Serf)。

## 人物

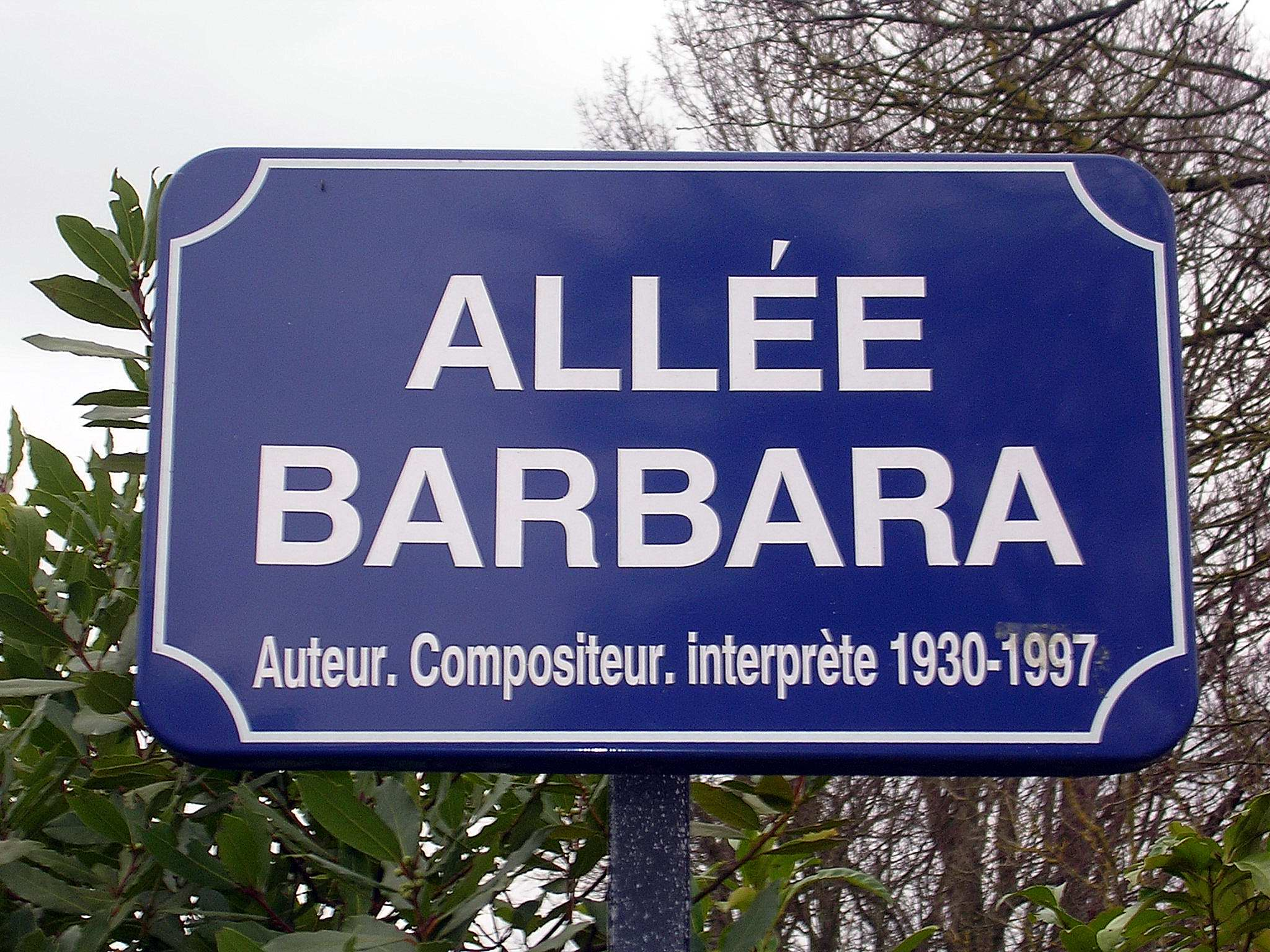
ナントにあるバルバラ通り（Allée Barbara）の看板

パリ17区で生まれる。第二次世界大戦勃発前は、パリ17区内やマルセイユ、ロアンヌなどに居住した。
父はユダヤ系アルザス人、母方の祖母はウクライナ人。ユダヤ系であるため、ナチス・ドイツによるフランス占領時代には、アンドル県やオート＝ピレネー県タルブ、イゼール県などを転々とした。戦後はパリ20区、パリ16区などに居住。同居していた母が亡くなったパリ16区の通り名が付いた曲のほか、現在、道路名にバルバラの名前が付けられているナントを歌った曲（「ナントに雨が降る」）などがある。
コンサートやステージの開催時、それら公演の宣伝を一切行わないにもかかわらず発売直後にチケットが完売する現象は「神話」と呼ばれた。制作・発表した作品群はフランス国民のみならず様々な国の聴き手に感銘を与え、現在も圧倒的な支持と評価を受け続けている。
1997年11月24日、パリ西部近郊のヌイイ＝シュル＝セーヌの病院にて呼吸器疾患で死去。67歳。
絶筆となった自伝 “ Il était un piano noir... mémoires interrompus” （対訳：『一台の黒いピアノがあった…未完の記録』 日本語訳『一台の黒いピアノ…』）が死の翌年、1998年10月にフランスで刊行。遺作として発表された。

## 代表曲（日本語題）
- Ma plus belle histoire d'amour （我が麗しき恋物語）
- Göttingen （パリとゲッティンゲン）
- Toi （貴方）
- Nantes （ナントに雨が降る）
- L'Aigle noir （黒いワシ）
- Une petite cantate （小さなカンタータ）
- Marienbad （マリエンバード）
- Le mal de vivre （孤独のスケッチ）
- Madame （貴婦人）
- Tire-pas （撃たないで）
- Mes hommes （私の恋人たち）
- Mon enfance （私の幼いころ）
- Pierre （ピエール）
- Dis Quand Reviendras-Tu ? （いつ帰ってくるの）

## 主なアルバム
- Dis, quand reviendras-tu ? 1964年
- Le Mal de vivre 1964年
- Barbara chante Barbara 1965年
- Barbara singt Barbara 1967年
- Ma plus belle histoire d'amour 1967年
- Le Soleil noir 1968年
- Madame 1970年
- L'Aigle noir 1970年
- La Fleur d'amour 1972年
- Amours incestueuses 1972年
- La Louve 1973年
- Seule 1981年
- Barbara 1996年
- Femme piano 1997年 - 2枚組ベスト盤
- Barbara:L'aigle noir coffret 13 CD - 1964-1996 2002年 - 13枚組全集

## DVD
- Récital à Pantin 1981 1981年
- Châtelet 1987 2000年
- Une longue dame brune 2004年 - 2枚組

## 著作
- Il était un piano noir... （Fayard、1998年）ISBN 2-213-60015-5 日本語訳『一台の黒いピアノ… 』(小沢君江訳，緑風出版, 2013）ISBN 978-4846113124

## 映画出演
- Franz (親友で同じく歌手・詩人のジャック・ブレルが監督・共演、1971年）

## 関連人物
- マリー＝ポール・ベル
- 岸洋子
- 槇小奈帆
- 夏木マリ
- 戸川昌子
- クミコ
- 美川憲一